# García (nombre)
García es un nombre propio masculino originario de España, habitual en la Edad Media que dio origen al apellido homónimo García.

## Etimología
Existen varias hipótesis sobre el origen del nombre. Según el filólogo e historiador Alberto Montaner Frutos, García es un antropónimo muy antiguo, de origen prerromano, «posiblemente íbero-aquitano, cuyo étimo se ha considerado afín al euskera (h)artz 'oso', que en su versión determinada es (h)artzea y cuya forma antigua habría sido kartzea». Ramón Menéndez Pidal y Antonio Tovar también concuerdan que el origen de este apellido es hartz, o sea, «oso». Alfonso Irigoyen opina que la etimología viene de la palabra gaztea, que quiere decir «joven», aunque Montaner Frutos discrepa porque es «fonéticamente inviable».

## Distribución
Actualmente es un nombre poco común en España, según el INE, a fecha 01/01/2021 en España llevan el nombre de García: 50 hombres, es usado en las provincias de Badajoz (0,006%), Sevilla (0,0007%) y Barcelona (0,0002%).

## Historia
Nombre común durante la Edad Media, fue especialmente utilizado en el Reino de Pamplona.

## Santoral
- García (santo), cuya festividad se celebra el 25 de noviembre.

## Nota
1. ↑  Otros autores, entre ellos el tratadista del siglo XVIII Juan Félix de Rújula, seguido por otros tratadistas posteriores,  basándose en suposiciones genealógicas afirman, sin aportar prueba filólogica alguna, que el origen puede ser godo,[3] de la palabra garxa o garcha,[4] que significa «príncipe de la vista agraciada».[4][3]